# مايك تيندال
مايك تيندال (مواليد 18 أكتوبر 1978) هو لاعب اتحاد رغبي إنجليزي معتزل، شارك مع منتخب إنجلترا في 75 مباراة في الفترة من 2000 حتى 2011 وهو زوج الأميرة زارا تندال.

## روابط خارجية
- مايك تيندال على موقع دوري الرغبي الممتاز (الإنجليزية)
- مايك تيندال عل موقع إسبنسكروم (الإنجليزية)